# ميلانيا ترامب
ميلانيا ترمب (بالإنجليزية: Melania Knauss-Trump)، ولدت في 26 أبريل 1970 في سلوفينيا (يوغوسلافيا حينها)، هي عارضة أزياء أمريكية سلوفينية سابقة، وحاليا هي السيدة الأولى للولايات المتحدة من عام 2025 أثناء الرئاسة الحاليه لزوجها دونالد ترمب، الرئيس الخامس والأربعين والسابع والأربعين للولايات المتحدة، شغلت المنصب سابقًا من عام 2017 إلى عام 2021. أصبحت مقيمة دائمة في الولايات المتحدة عام 2001 وحصلت على الجنسية الأمريكية عام 2006، تعد ميلانيا ترمب بتولي زوجها دونالد ترمب ثاني سيدة أولى من أصل أجنبي بعد السيدة الأولى السابقة لويزا آدامز زوجة الرئيس جون كوينسي آدامز بين عامي 1825 - 1829، تعد ميلانيا هي الزوجة الثالثة للرئيس الأمريكي ترمب ولها منه ابن واحد وهو بارون ترمب.
أثار أول خطاب لها خلال مؤتمر الحزب الجمهوري في منتصف شهر يوليو انتقادات بأنه كان منسوخاً عن خطاب ألقته السيدة الأولى السابقة ميشيل أوباما في مؤتمر الحزب الديمقراطي عام 2008.

## حياتها المهنية

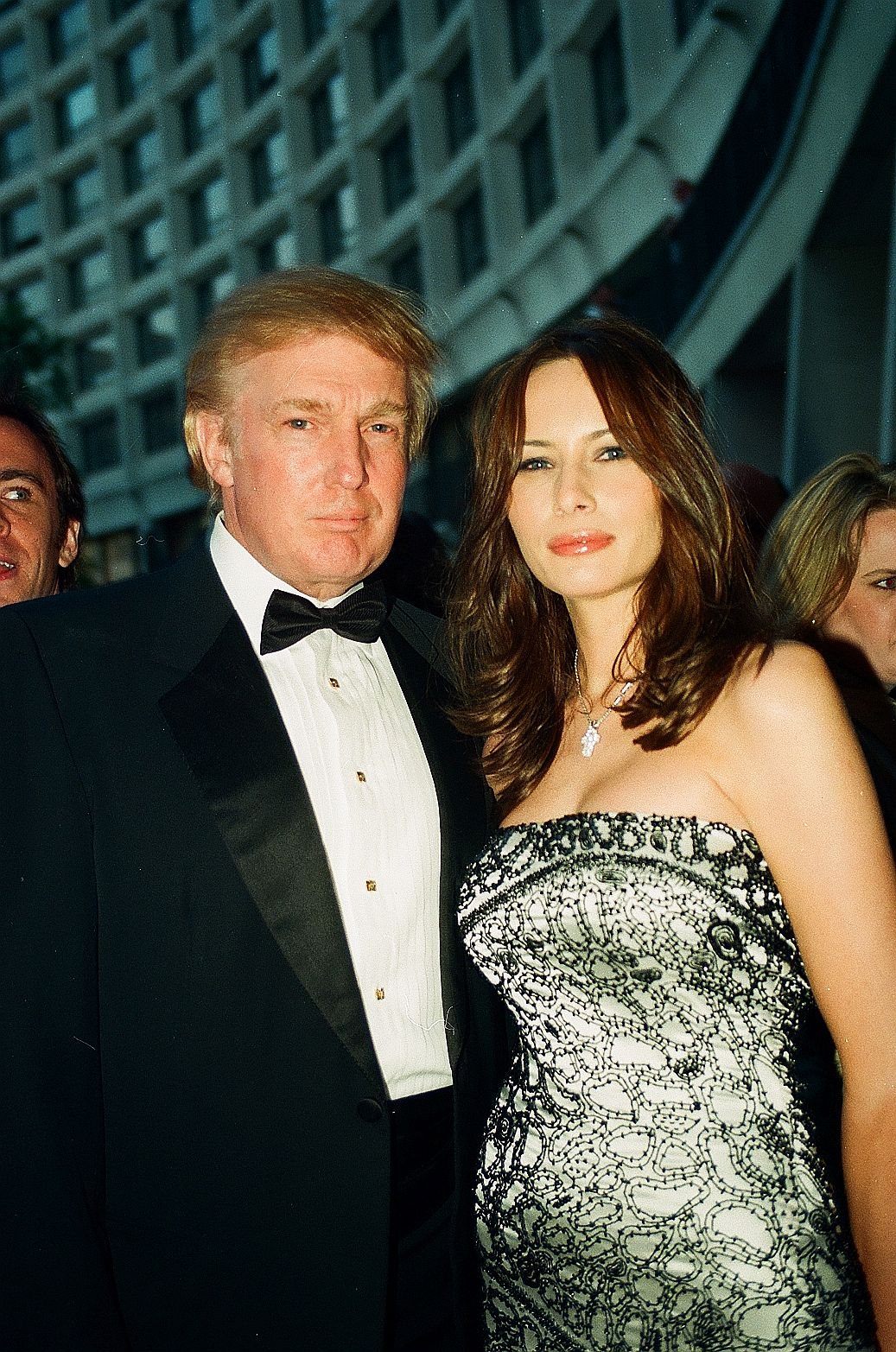
دونالد ترمب وميلانيا في عام 1999.

بدأت ميلانيا ترمب عرض الأزياء في سن الخامسة والقيام بالإعلانات التجارية في سن السادسة عشرة بعد أن شاهدها مصور الأزياء السلوفيني ستين جيركو. حولت النسخة السلوفينية من اسمها الأخير «كنافس» إلى النسخة الألمانية «كناوس».
وقعت في عمر الثامنة عشرة عقدًا مع وكالة لعرض الأزياء في ميلانو، إيطاليا. حصلت على المركز الثاني في مسابقة «لووك أوف ذا يير» لمجلة جانا التي أُقيمت في ليوبليانا، وكانت قد وعدت المتسابقين الثلاثة الأوائل بتوقيع عقد دولي معهم.
التحقت بجامعة ليوبليانا لمدة عام واحد، ثم عملت كعارضة لدور الأزياء في كل من باريس وميلانو، حيث التقت في عام 1995 مع المالك المشارك للمتروبوليتان مودلز المدعو باولو زامبولي، وهو صديق زوجها المستقبلي دونالد ترمب الذي جاء في رحلة استكشاف إلى أوروبا. شجعها زامبولي على السفر إلى الولايات المتحدة الأمريكية وقال إنه سيمثلها هناك.
انتقلت كناوس إلى مانهاتن في عام 1996، حيث تقاسمت شقة مع المصور ماثيو أتانيان في أبراج زيكندورف في ميدان الاتحاد بترتيب من زامبولي.
ظهرت كناوس في جلسة تصوير فاضحة جنسيًا مع عارضة أزياء أخرى، في عدد يناير لمجلة ماكس في عام 1996، وهي مجلة فرنسية للرجال متوقفة عن النشر حاليًا. ظهرت عارية أيضًا في طبعة يناير عام 2000 من مجلة جي كيو، وتصدرت الغلاف عارية مرتدية المجوهرات الماسية فقط، متكئة على الفراء على متن طائرة بوينغ 727 المجهزة خصيصًا لترمب. قال دونالد ترمب عند سؤاله عن الصور في عام 2016: «كانت ميلانيا واحدة من أكثر العارضات نجاحًا، وقد أنجزت الكثير من جلسات التصوير لأجل الأغلفة والمجلات الكبرى. التُقطت صورتها في مجلة ماكس الأوروبية قبل معرفتي بها، وتُعد مثل هذه الصور للعارضات في أوروبا أمرًا شائعًا».
أطلقت ميلانيا في عام 2010، خط مجوهرات خاص بها، ساعات ميلانيا والمجوهرات للبيع على كيو في سي. وسوقت لمجموعة ميلانيا للعناية بالبشرة، التي بيعت في المتاجر الكبرى. بحسب الملف المالي لعام 2016، حققت أعمالها ما بين 15,000 دولار و50,000 دولار من عائدات البيع لذلك العام. قالت الشركتان اللتان صنعتا مجوهراتها ومنتجات العناية بالبشرة بموجب ترخيص في عام 2017، أنها أنهت علاقتها بهما. أُدرجت شركاتها ومنتجاتها في سيرة البيت الأبيض الرسمية في يوم الافتتاح، وقال متحدث باسم البيت الأبيض إن شركاتها لم تعد نشطة وأن «السيدة الأولى لا تنوي استخدام مركزها من أجل الربح ولن تفعل ذلك.»
تتحدث ميلانيا خمس لغات من ضمنها لغتها الأم السلوفانية والصربية والإنجليزية والفرنسية والألمانية.

## المواطنة في الولايات المتحدة
جاءت كناوس من سلوفينيا إلى الولايات المتحدة في عام 1996، وأقامت فيها لفترة قصيرة بتأشيرة زيارة ثم حصلت على تأشيرة عمل إتش-1 بي. قدمت طلبًا للحصول على الإقامة الدائمة في عام 2000 بموجب برنامج إي بي- 1، وهو برنامج مصمم للأشخاص ذوي "القدرات الاستثنائية". بحسب المعلومات الواردة من معهد سياسة الهجرة، من المتوقع أن يتأهل 2% فقط من العاملين في كل مجال. ذكرت صحيفة واشنطن بوست أن أوراق ميلانيا في ذاك الوقت شملت "عروض أزياء في أوروبا ولوحة إعلانات لسجائر كاميل في ميدان التايمز وظهورها في ملابس السباحة لمجلة سبورتس اليستريتد في أكبر وظيفة لها في ذلك الوقت، إذ ظهرت بالبكيني تعانق حوتًا مطاطيًا يبلغ طوله ستة أقدام.
ساعدت ميلانيا زوجها خلال أشهر حملته الانتخابية قبل نجاحه فيها، إذ دافعت عن خطته المتشددة بشأن ممارسات الهجرة وقوانينها بالقول إن طريقها الخاص وحصولها على المواطنة كانا قانونيين، على عكس الأفراد الذين كان ترمب يُطلق حملاته ضدهم. كشفت التقارير الاستقصائية التي أجرتها وكالة أسوشيتيد برس أنها قد تقاضت أجرًا من 10 وظائف في عرض الأزياء قبل حصولها على تأشيرة إتش-1 بي، في أثناء إقامتها في الولايات المتحدة مستخدمة تأشيرة الزيارة. علقت وكالة أسوشيتيد برس أنه «لا يُسمح للأجانب الذي يستخدمون تأشيرة الزيارة، العمل مقابل أجر في الولايات المتحدة لصالح الشركات الأمريكية. ويُعد هذا الفعل انتهاكًا لشروط تلك التأشيرة وبإمكانه أن يحرم مرتكبه من تغيير وضع الهجرة في وقت لاحق داخل الولايات المتحدة وقد يمنعه من العودة إليها دون إذن خاص للعودة».
حصلت ميلانيا ترمب على جنسيتها في عام 2006. بحسب تقارير لوسائل الإعلام، ساعدت والديها فيكتور وأميليا كنافس خلال مرورهما بعملية الهجرة مستخدمة «سلسلة الهجرة» التي انتقدها الرئيس مرارًا.

## ميلانيا في انتخابات الرئاسة الأمريكية 2016
في عام 2016 كانت الحرب بين دونالد ترمب وتيد كروز قوية لأن كلاهما يريدان الفوز بالحزب الجمهوري للوصول إلى سباق الرئاسة الأمريكية، فكانوا على موقع تويتر يهدد كل منهما بنشر فضائح زوجة الآخر.
وقد بدأت معركة فضائح الزوجات عندما نشرت جماعة سياسية مستقلة إعلانًا تظهر فيها ميلانيا ترمب، وهي عارية، مع تعليق يقول: «إليكم ميلانيا ترمب.. السيدة الأولى القادمة.. أو بإمكانكم تأييد تيد كروز يوم الثلاثاء.»
وعرضت الجماعة السياسية ذلك الإعلان، قبيل الانتخابات التمهيدية في ولايتي يوتاه وأريزونا، حين تنافس الرجلان على أصوات الناخبين. وعندها أثار ذلك الإعلان غضب دونالد ترمب الذي توجه إلى تويتر وغرد قائلا «يا للهول.. سناتور كروز.. هذا بعض ما وصلت إليه من التدني بذلك الإعلان.. أنت تستخدم صورة لميلانيا في جلسة تصوير لمجلة جي.كيو. احذر أيها الكذاب وإلا فضحت زوجتك.»
وأثارت تغريدة دونالد ترمب فضول رواد مواقع التواصل الاجتماعي الذين حاولوا البحث عن نوع الفضيحة التي ينويها دونالد ترمب لهايدي كروز زوجة منافسه التي تعمل بمنصب تنفيذي لدى شركة غولدمان ساكس.
كروز رد بدوره للدفاع عن زوجته قائلا: «لسنا من نشر صورة زوجتك. دونالد إذا حاولت مهاجمة هايدي فستكون أكثر جبنًا مما ظننت.»
كانت حرب فضائح الزوجات التي بين المتنافسين نقلت منافسات الرئاسة إلى مكان جديد، فلا سياسة خارجية ولا اقتصاد أو تعليم أو برامج صحية، هي هدف المرشحين كما يراها البعض. لكن لابد من الإشارة إلى أن الإعلان المثير للضجة الذي نشر صورة زوجة ترمب كان من إنتاج جماعة سياسية مستقلة تسمى «ميك أمريكا أوسام»، يسمح لها بالترويج لمرشح لكن دون التنسيق مع الحملة.

## السيدة الأولى للولايات المتحدة
تُعدُّ ميلانيا ثاني زوجة رئيس أمريكي ولدت خارج الولايات المتحدة (بعد لويزا آدامز زوجة الرئيس جون كوينسي آدامز التي ولدت في لندن سنة 1775 لأب أمريكي وأم بريطانية)، وهي أول سيدة أمريكية لم تتحدث الإنجليزية كلغة أم.

## وصلات خارجية
- ميلانيا ترامب على موقع IMDb (الإنجليزية)
- ميلانيا ترامب على موقع الموسوعة البريطانية (الإنجليزية)
- ميلانيا ترامب على موقع مونزينجر (الألمانية)
- ميلانيا ترامب على موقع ميوزك برينز (الإنجليزية)
- ميلانيا ترامب على موقع إن إن دي بي (الإنجليزية)
- ميلانيا ترامب على موقع قاعدة بيانات الفيلم (الإنجليزية)
- ميلانيا ترامب على موقع كينوبويسك (الروسية)
- ميلانيا ترامب على موقع دليل عارضات الأزياء (الإنجليزية)